# 穆提特瓦
穆提特瓦（英語：Mthethwa；约1780年—1817年），有時被稱為穆提特瓦帝國、穆提特瓦王国、穆提特瓦王权，是18世紀興起於非洲東南部馬普托灣南方與鄰近內陸的國家。「穆提特瓦」的意思是「統治者」。根據歷史記載，穆提特瓦人是隸屬於原始族群恩古尼人的一部分, 其現代身分可追溯到約700年前。他們是200年—1200年離開中非大湖地区的原始族群恩古尼人。抵達南部非洲後，它們定居在現今的史瓦濟蘭，主要在盧邦博山脉。在17世紀結束前，定居於現代的誇祖魯-納塔爾省的恩卡德拉區域。它包含大約30位恩尼人酋長和家族。不同於其繼承者祖魯王國，穆提特瓦是一個邦聯國家。恰卡成為首領之後，促使穆提特瓦成為只有一位國王的國家。
穆提特瓦在丁吉斯瓦約的統治下穩定發展。帝國的酋長與19世紀初位於北方的尚迦納族結盟，並與葡萄牙人在莫桑比克進行象牙買賣。約莫於1811年，布特雷齊和一些恩尼人團體，包括當時由辛贊格科納領導的邊緣族群祖魯族，全被整合到一個由穆特拉提瓦主導的聯盟。1817年，丁吉斯瓦約於一場與恩德旺堆的戰鬥中喪身。穆提特瓦後來被恰卡領導的祖鲁王国取代。恰卡原為穆提特瓦軍隊中的前衛。後來穆提特瓦利用許多軍事與行政機構，包括以年齡限制而組成的團體，逐漸控制祖魯王國。穆提特瓦人是恩尼人中最早使用槍枝者。